# 伦奎斯豪森
伦奎斯豪森是德国巴登-符腾堡州的一个市镇。总面积7.71平方公里，总人口738人，其中男性388人，女性350人（2011年12月31日），人口密度96人/平方公里。